# James Patrick Green
James Patrick Green (né le 3 mai 1950) est un prélat américain de l'Église catholique romaine qui, de 2006 à 2022, a été nonce apostolique dans divers pays, notamment dans plusieurs pays scandinaves de 2017 à 2022.

## Premières années
Green est né le 3 mai 1950 à Philadelphie, Pennsylvanie. Il étudie pour la prêtrise et est ordonné prêtre de l'archidiocèse de Philadelphie le 15 mai 1976,

## Carrière diplomatique
Au cours de ses premières années au service diplomatique du Saint-Siège, il sert en Papouasie-Nouvelle-Guinée (en), en Corée du Sud (en), aux Pays-Bas (en), en Espagne et au Danemark (en). Il passe ensuite un an à Taïwan (en) en tant que « chargé d'affaires » », puis travaille à Rome à partir de la fin de l'année 2002.
Le 17 août 2006, le pape Benoît XVI nomme Green archevêque titulaire d'Altinum (de), nonce apostolique en Afrique du Sud et de Namibie (en), et délégué apostolique au Botswana,.
Green est consacré évêque le 6 septembre 2006 par le cardinal secrétaire d'État Angelo Sodano. Le même jour, Green est nommé délégué apostolique au Lesotho (en). Le 23 septembre 2006, il est nommé délégué apostolique au Swaziland (en),
Le 15 octobre 2011, Green est nommé nonce apostolique au Pérou (en),.Le 6 avril 2017, il devient nonce apostolique en Suède (en) et en Islande (en); le 13 juin au Danemark (en), le 12 octobre en Finlande (en), et le 18 octobre en Norvège (en).
Le 12 décembre 2013, alors nonce apostolique au Pérou (en), il donne l'ordination épiscopale à Robert Francis Prevost, évêque de Chiclayo, qui devient le pape Léon XIV en 2025.
Le pape François accepte sa démission de ses fonctions de nonce le 30 avril 2022

## Succession apostolique
James Patrick Green a ordonné les évêques suivants :
- Évêque Philipp Pöllitzer (de), O.M.I. (2007)
- Évêque Michael Wüstenberg (de) (2008)
- Évêque José Luís Gerardo Ponce de León (en), I.M.C. (2009)
- Évêque Valentine Tsamma Seane (en) (2009)
- Évêque João Noé Rodrigues (de) (2010)
- Pape Léon XIV (2014)